# Marynarz (stopień wojskowy)
Marynarz (mar.) – stopień wojskowy w polskiej Marynarce Wojennej, odpowiadający szeregowemu w Wojskach Lądowych i Siłach Powietrznych. Jego odpowiedniki znajdują się także w marynarkach wojennych innych państw.

## Użycie
Stopień marynarza powstał w Polsce w 1921, wraz z pozostałymi pierwszymi stopniami wojskowymi w Marynarce Wojennej. Wcześniej, od 1918 używano zapożyczonego z Wojsk Lądowych stopnia szeregowego marynarki. Od 1921 marynarz jest najniższym stopniem wojskowym i znajduje się w hierarchii poniżej starszego marynarza. Przez cały czas istnienia marynarz jest odpowiednikiem szeregowego. Stopień wojskowy marynarza w kodzie NATO określony jest jako OR-01.